# Вабрянка
Вабрянка — ботанічна пам'ятка природи місцевого значення. Об'єкт розташований на території Яремчанської міської ради Івано-Франківської області, Горганське лісництво, квартал 10, виділ 14.
Площа — 1,2000 га, статус отриманий у 1980 році.